# Alejandra Palafox
Alejandra Palafox Menegazzi (n. en Madrid, España; 17 de marzo de 1987) es una historiadora hispano-italiana, especializada en Historia Contemporánea de América Latina y Europa. Es investigadora postdoctoral del Programa FONDECYT-CONICYT y trabaja como docente e investigadora en la Universidad Autónoma de Chile, en Santiago de Chile. Sus trabajos (académicos y de divulgación) giran en torno a la Historia de las sexualidades reprobadas, con especial énfasis en la Historia de la Violencia Sexual.

## Biografía

### Educación
En 2010, obtuvo su Licenciatura en Historia por la Universidad Complutense de Madrid, con Premio Extraordinario. Cursó el Máster América Latina Contemporánea y sus Relaciones con la Unión Europea de la Universidad de Alcalá (España) y entre 2011 y 2012 fue becaria del Programa Ayudas a a Iniciación a la Investigación de esta universidad. En 2016, obtuvo su Ph.D internacional en Historia por la Universidad de Granada (España), con la tesis: Cumplir o resistir. Mujeres y delitos sexuales en la ciudad de México (1824-1880).
Ha realizado diversas estadías de investigación en universidades europeas y latinoamericanas, como la Universidad de Estudios de Padua (UNIPD) y la Universidad Nacional Autónoma de México (UNAM).

### Carrera Académica
Entre 2012 y 2016 trabajó como investigadora y docente de Grado en el Departamento de Historia Moderna y de América de la Facultad de Filosofía y Letras de la Universidad de Granada, gracias al Programa Ayudas a la Formación del Profesorado Universitario del Ministerio de Educación de España. Entre 2016 y 2017 impartió clases en Grado y Postgrado, gracias al Programa Ayuda Contrato Puente del Plan Propio de Investigación de la Universidad de Granada.
Desde 2018 trabaja como docente e investigadora en la Universidad Autónoma de Chile, sede Santiago de Chile, donde desarrolla como investigadora responsable del proyecto Violencia sexual y criminología médica en la modernización jurídica chilena. Discursos normativos e implementación (1890-1950) del Programa Postdoctorado FONDECYT-CONICYT.
Es integrante del Laboratorio de Historia de la Ciencia, Tecnología y Sociedad de Chile, miembro de la Red de Investigadoras, de la Asociación de Investigadores en Artes y Humanidades de Chile y de la Asociación Española de Americanistas. Es investigadora asociada del Grupo de Investigación Estudios de las mujeres de la Universidad de Granada (España), donde imparte estudios en la actualidad y del Instituto de Estudios Latinoamericanos de la Universidad de Alcalá (España).
Desde 2018 forma parte de la Junta Directiva del Grupo de Stand Up Comedy Científico Eureka¡, auspiciado por la Vicerrectoría de Investigación de la Universidad Autónoma de Chile.

### Premios y reconocimientos
2010 Premio Extraordinario de Licenciatura. Universidad Complutense de Madrid (España)
2019 Premio Latinoamericano a la Innovación en Educación Superior de la Universidad del Rosario (Colombia) como parte del Colectivo Eureka¡